# Avenue des Genêts
L'avenue des Genêts est une voie du bois de la Cambre.